# Ján I. Druget
Ján I. Druget(h) (maď. I. Drugeth János) (1288–1333) byl uherský palatin a jeden ze zakladatelů uherské větve Drugetů.
Nejprve působil ve službách sicilského krále Karla II. a později u Filipa Tarantského. Podle historika Leopolda Ováryho byl pověřen neapolskou královnou Marií, která měla maďarský původ, aby nesl poselství uherskému panovníkovi Ladislavu v roce 1291. V roce 1313 ho král Karel I. Robert pozval s vícero bojovníky do Kalábrie na obranu vlasti. Později se opět dostal do služeb krále Karla Roberta na Sicílii. S Karlem Robertem se znal od dětství a byly i vrstevníky. V roce 1324 se natrvalo usadil v Uhersku a byl k dispozici králi. Od roku 1329 přebral po svém bratrovi funkce uherského palatina a soudce Kumánů. Stal se zakladatelem uherské větve Drugetovců. Nebyl až takovým skvělým vojákem, jako jeho bratr Filip I., ale byl více poradcem krále, čemuž nasvědčuje i jeho jemnější povaha. Jeho věrnou službu král ocenil tím, že mu daroval všechny bratrovy majetky.
Zemřel v roce 1333. Ján Druget měl syny Viléma, Mikuláše a Jana. Ve velké míře zasáhl nejen do dějin území východního Slovenska, ale i celého Uherska. Zařadil se k nejbohatším magnátům na východním Slovensku, kde mu v 14. století patřilo kolem 300 vesnic.